# Пекарик, Петер
Пе́тер Пе́карик (словац. Peter Pekarík; род. 30 октября 1986, Жилина, Чехословакия) — словацкий футболист, правый защитник сборной Словакии. Участник чемпионата мира 2010 и трёх чемпионатов Европы (2016, 2020 и 2024). Защитник клуба «Динамо (Ческе-Будеёвице)».

## Карьера

### Клубная
Пекарик начинал карьеру в «Жилине», воспитанником которой и является. Однако первый матч в чемпионате Словакии он провёл за «Дубницу», где он играл в аренде в сезоне 2004/05 и провёл 27 матчей. Летом 2005 года Пекарик вернулся в «Жилину», с которой в сезоне 2006/07 выиграл национальное первенство.
В январе 2009 года Пекарик перешёл в «Вольфсбург». 31 января 2009 года он дебютировал за «волков» в матче против «Кёльна», выйдя на замену после первого тайма.
31 августа 2011 года Пекарик отправился в годичную аренду в турецкий «Кайсериспор»
Летом 2012 года Пекарик перешёл в берлинскую «Герту». 31 марта 2017 года в своём восьмом сезоне в Германии Пекарик забил свой первый гол в Бундеслиге в матче против «Хоффенхайма».

### Международная
Пекарик дебютировал за сборную Словакии 10 декабря 2006 года в матче против сборной Саудовской Аравии. Первый гол за сборную он забил 6 июня 2009 года в ворота сборной Сан-Марино. В 2010 году Пекарик попал в состав сборной Словакии на чемпионат мира.
1 июня 2021 года он сыграл свой 100-й матч за Словакию в товарищеском матче против Болгарии.

## Достижения
«Жилина»
- Чемпион Словакии: 2006/07

«Вольфсбург»
- Чемпион Германии: 2008/09

«Герта»
- Победитель Второй Бундеслиги: 2012/13